# Песня о сизом голубе
«Песня о сизом голубе» (словац. Piesen o sivom holubovi) — чехословацкий фильм 1961 года режиссёра Станислава Барабаша.
Фильм номинировался на «Золотую пальмовую ветвь» Каннского кинофестиваля (1961), был показан вне конкурса на XXII-ом Венецианском кинофестивале.

## Сюжет
Несколько новелл о совместной борьбе чехословацкого и советского народов против гитлеровских захватчиков. О любви, дружбе, верности, стойкости и трусости рассказывает фильм, героями которого являются дети, через восприятие которых рассказывается об ужасах и бессмысленности войны.
Сюжет фильма состоит из шести коротких рассказов, но они образуют компактное и связное целое. Условно истории указаны в сценарии: памятник, освящение колокола, крещение огнем, мальчик и винтовка, рождественский подарок и поздравление. Первая начинается летом 1944 года, последняя заканчивается весной 1945 года, — но эти истории следуют друг за другом, их героями всегда являются одни и те же три деревенских мальчика разного возраста — Рудко, Винко и младший Мартин. Именно через них мы воспринимаем все события, представленные в фильме. Эти трое бродят по окрестностям своей родной деревни, встречая разных интересных персонажей, которые в большей или меньшей степени связаны со Словацким национальным восстанием. В начале связующим звеном и кадром фильма является раненый дикий голубь, которого Винко ранил, и Рудко намеревался сделать из него почтового голубя, чтобы отправить письмо в Москву. Фильм заканчивается побегом голубя на свободу, что искупается детской смертью.

## В ролях
- Павол Полачек — Рудко
- Павол Маттош — Винко
- Владимир Бречка — Мартин
- Петер Калларик — Милан
- Ян Бздуч — Андрюша, советский партизан
- Карла Хадимова — Наташа, советская партизанка
- Кароль Махата — учитель
- Иржи Совак — Феро Шлосярик, шофёр, партизан
- Владимир Дурдик — Стефан Грудка, отец Рудки
- Елена Зварикова — Зуза Грудкова, мать Рудки
- Ладислав Худик — майор, отец Милана
- Ольга Зёльнерова — Верона
- Мартин Тяпак — словацкий партизан
- Радослав Бартоник — шофёр
- Виктор Благо — пастор
- Юлиус Вашек — Хельмут, немецкий капрал
- Михал Билек — эсэсовец
- Йозеф Режуха — эсэсовец
- Владимир Дурдик — отец Рудко
- Гелена Зварикова — мать Рудко
- Отто Лацкович — муж Вероны
- Дана Самикова — маленькая девочка Улька
- Мариан Клейс-ст. — капрал словацкой армии
- Милан Грабински -военный шофёр
- Майя Вельсикова — русская регулировщица
- Яна Главачова — эпизод

## Съёмки
Режиссёр выбрал уникальный способ съемки и особый угол обзора камеры: восприятие мира взрослыми составляет около 160 см, 99 % всех фильмов снимаются под таким углом обзора, однако, угол обзора детей составляет около 70 см, и на такой высоте режиссер установил камеру.
В фильме представлена подлинная военная техника времен Второй мировой войны, в том числе танки Panzer IV, LT-38, Bergepanther, а также истребители танков StuG III и StuG IV.
Место съёмок — деревня Липтовска Осада Жилинского края, горы Низкие Татры и Вратная долина.

## Критика
Реализм и поэтическое настроение сочетаются в хорошо написанной истории совершеннолетия в традициях послевоенной советской киношколы. Фильм обладает солидной повествовательной силой, чёткими (социальными и экзистенциальными) аллегорическими отсылками и горьким лиризмом, явно под влиянием советской школы того времени (соответствующая тема «Иваново детство» была снята годом позже), рассказывающая историю совершеннолетия среди кровавых сражений.— Χρήστος Μήτσης- Το Τραγούδι του Γκρι Περιστεριού  // Athinorama.gr, 2 Απριλίου , 2015

В каждом коротком рассказе есть несколько чрезвычайно увлекательных и сильных моментов, способствующих окончательному впечатлению. Нельзя не упомянуть на редкость чистую и чувствительную камеру В. Ешины, который подчеркивает поэтический настрой произведения и открывает все новые взгляды на человека и природу, даже незаметную и все же присущую музыке З. Лишки.Оригинальный текст (словац.)Každá povídka má několik mimořádně podmanivých a silných míst, přispívajících ke konečné působivosti. A hovoříme- li o přínosu „Písně“, nelze opomenout ani vzácně čistou a citlivou kameru V. Ješiny, která podtrhuje poetické ladění díla a objevuje stále nové pohledy na člověka a přírodu, ani nenápadnou a přitom neodmyslitelnou hudbu Z. Lišky.— Jiří  Pittermann - Píseň o sivém holubovi // Rudé právo, 11. 5. 1961, s. 3

«Песня о сизом голубе» — это инновационный фильм. Его расслабленное композиционное построение говорит на новом антитрадиционном киноязыке, который отходит от классических рамок драмы, диалектически поднимает одни факты, подавляет другие.Оригинальный текст (словац.)Pieseň o sivom holubovi je aj činom novátorským. Jeho uvoľnená kompozičná stavba hovorí novou protitradičnou filmovou rečou, ktorá sa vzďaľuje klasickému rámcu drámy, určité fakty dialekticky povyšuje, určité potláča.— Blech, Richard - Deti a vojna // Smena 7. 5. 1961, s. 4.

Этот фильм не срежиссирован — его сюжетные линии живут отдельно, органично вросшие в свою среду. Есть сцены, где режиссерская составляющая полностью рассеивается, мы перестаем её воспринимать — она присутствует в каждой мелочи и все же непроницаема, кроме суггестивности воздуха, который в некоторых местах, несмотря на строгую композицию, создает ощущение подлинной документальной записи.Оригинальный текст (словац.)Tento film nie je narežírovaný - jeho deje žijú neodlučne, organicky vrastené do svojho prostredia. Sú scény, kde sa režijná zložka úplne rozplýva, prestávame ju vnímať - je prítomná v každej drobnosti a pritom nepostihnuteľná inak než sugestívnosťou ovzdušia, ktoré miestami napriek prísnej komponovanosti dáva až pocit autentického dokumentárneho záznamu.— Pavol Branko - Slovenský holub mieru // Pravda 8. 5. 1961.